# Saga o Gislim

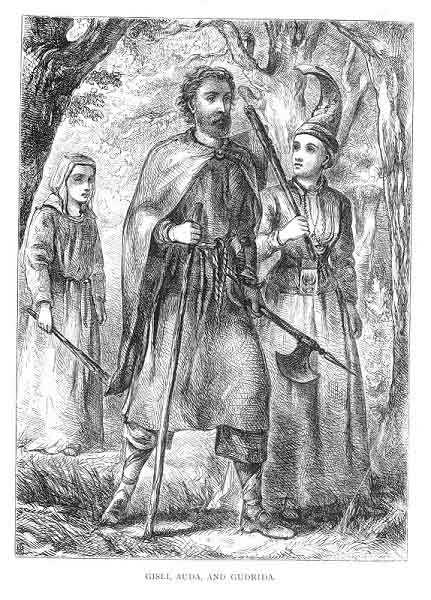
Gisli ze swoją żoną Aud i przybraną córką Gudrid

Saga o Gislim (wyjętym spod prawa) (isl. Gísla saga Súrssonar) – islandzka saga opowiadająca o Gislim, który musiał zabić jednego ze swoich szwagrów, by pomścić innego. Z tego powodu został wyjętym spod prawa banitą i przez trzynaście lat się ukrywał, aż został schwytany i zabity.
Choć przedstawiona historia rozgrywa się w latach 940-980, to saga najprawdopodobniej została napisana w XIII wieku. W 1981 roku na jej podstawie nakręcono film Útlaginn („Wyjęty spod prawa”).

## Manuskrypty
Saga o Gislim przetrwała w większych lub mniejszych fragmentach w 33 średniowiecznych rękopisach. Sądzi się, że w formie pisanej powstała w pierwszej połowie XIII wieku, choć najstarszy fragment pochodzi z ok. 1400 roku, a najobszerniejszy z XV wieku. Wyróżnia się trzy główne wersje sagi:
- wersję fragmentaryczną (znaną jako wersja B od słowa „brot”, czyli fragment)
- wersję krótką (znaną jako wersja E od słowa „eldri”, czyli wczesny lub M od słowa „mindre”, czyli krótki). To z tej wersji wywodzi się większość pozostałych manuskryptów.
- wersję długą (znaną jako wersja Y od słowa „yngri”, czyli późny lub S od słowa „større”, czyli długi). Tylko dwa inne manuskrypty zawierają tę wersję sagi.

Dłuższa wersja różni się od krótszej głównie bardziej rozwiniętą narracją początkową, która opowiada o wydarzeniach rozgrywających się w Norwegii. Części rozgrywające się na Islandii są już do siebie znacznie bardziej podobne.

## Streszczenie

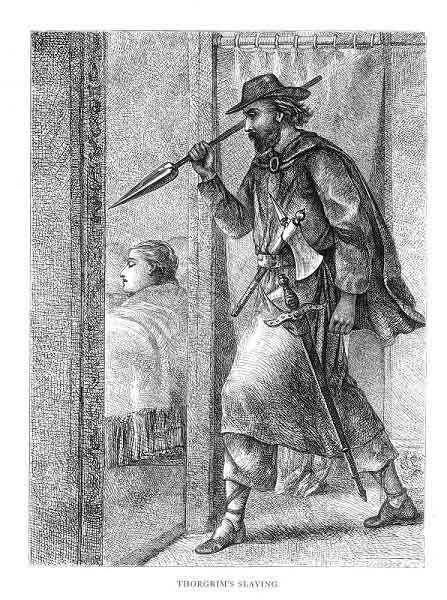
Gisli przed uśmierceniem Thorgrima

Około 950 roku Gísli Súrsson wraz z rodziną decyduje się opuścić Norwegię i przenieść na Islandię. Wspólnie ze swoim bratem Thorkelem i szwagrami Vesteinem oraz Thorgrimem bierze udział w uroczystości, która mu uczynić z nich braci krwi i dać wyraz ich lojalności względem innych. Ceremonia nie dobiega jednak do końca, gdyż Thorgrim wycofuje swoje zobowiązanie wobec Vesteina. Ten z kolei domaga się, by Gisli unieważnił jego zobowiązanie względem Thorgrima. Te niesnaski są początkiem konfliktu, który kładzie się cieniem na przyszłych, dramatycznych wydarzeniach. 
Pewnego dnia Thorkel podsłuchuje swoją żonę Asgerd, jak rozmawia z żoną Gisliego, Aud o dawnych sympatiach. Kiedy ujawnia, że jej poprzednim kochankiem był brat Aud, Vestein, wpada we wściekłość i postanawia wyprowadzić się z gospodarstwa, które dzieli wspólnie z Gislim. Razem z Asgerd osiedla się na pobliskiej farmie należącej do Thorgrima. Wkrótce po ich wyprowadzce do Gisliego zamierza przyjechać w odwiedziny Vestein. Aud wyjaśnia mężowi, że Thorkel podsłuchał ich rozmowę i dlatego wpadł we wściekłość. Gisli usiłuje ostrzec Vesteina, by nie przyjeżdżał do wsi, ponieważ nie jest to bezpieczne, ale wiadomość dociera za późno. Niedługo potem zostaje zamordowany podczas snu w domu Gisliego. Ten poprzysięga zemstę i choć nie zna tożsamości zabójcy to nawiedzają go sny, w których mordercą jest Thorgrim. Śnią mu się również dwie kobiety symbolizujące dobro i zło oraz wybór który musi podjąć.
Żeby pomścić śmierć Vesteina, z którym był związany sojuszem krwi, potajemnie morduje Thorgrima i ucieka. Jednakże Thordis, owdowiała siostra Gisliego, podejrzewając że to on stoi za zabójstwem jej męża domaga się dla niego kary. Grupa ludzi pod przewodnictwem Borka wyrusza więc na jego poszukiwania, ale Gisli okazuje się sprytniejszy i ciągle zmienia swoje kryjówki. W czasie kiedy trwa pościg za Gislim, dwaj synowie Vesteina również postanawiają zemścić się za śmierć ojca i w odwecie mordują Thorkela. Na wieść o tym czynie Gisli decyduje, że ich nie zabije ponieważ są krewnymi Aud.
Poszukujący Gisliego ludzie oferują Aud trzysta srebrników za ujawnienie miejsca pobytu męża, ale kobieta odmawia. Gdy w końcu zostaje odnaleziony, Aud pozostaje mu do końca wierna i walczy w jego obronie. Ostatecznie po zaciętej walce Gisli zostaje zabity, ale wielu ludzi wciąż żywi do niego szacunek jako lojalnego i szczerego człowieka. Po jego śmierci Aud przechodzi na chrześcijaństwo i wyrusza na pielgrzymkę do Rzymu. Nigdy też już nie powraca na Islandię.